# Arachne
Arachne, obra de Michael Polak, és una completa suite d'Internet amb navegador gràfic, client de correu i marcador per a sistemes operatius DOS i Linux. Programat amb Borland C + + 3.1, ara és GPL. Originalment, Arachne va ser desenvolupat per Michal Polák sota el seu segell xChaos, un nom que després va canviar a Arachne Labs. Va ser escrit en C i compilat amb Borland C++ 3.1. Arachne s'ha llançat des de llavors sota la GPL com a Aracne GPL.
Arachne s'executa principalment en sistemes operatius basats en DOS, però també hi ha versions disponibles per a Linux. La versió Linux d'Arachne utilitza SVGALib, la qual cosa li permet funcionar sense necessitat de un servidor de visualització.

## Antecedents

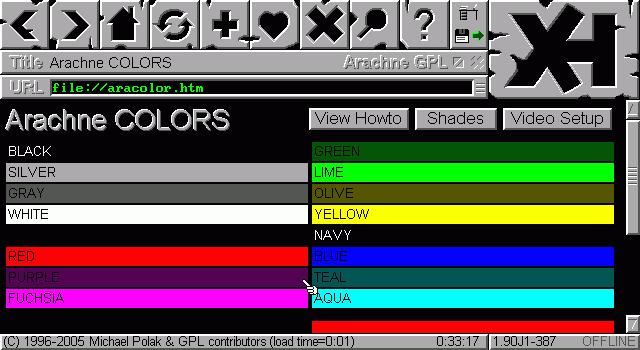
Captura de pantalla del navegador web Arachne utilitzant el mode gràfic de 640×350. La captura de pantalla conté 14 colors.

Arachne admet molts formats de fitxer, protocols i estàndards, inclosos els modes de vídeo des de CGA 640×200 en monocrom fins a VESA 1024×768 en mode de color alt (65.536 colors) . Està dissenyat per a sistemes que no tenen cap sistema de finestres instal·lat.
Arachne admet diversos formats d'imatge, com ara JPEG, PNG, BMP i GIF animat. Admet un subconjunt dels estàndards HTML 4.0 i CSS 1.0, inclòs el suport total per a taules i marcs. Els protocols admesos inclouen FTP , NNTP per als fòrums USENET, POP3, SMTP i Gopher. Arachne inclou un conjunt de connexions TCP/IP complet, que admet algunes connexions d'accés telefònic i Ethernet. Tanmateix, Arachne no té suport per a JavaScript, Java o SSL . Arachne es pot ampliar amb l'ús de complements per a tasques com veure pel·lícules DivX, reproduir fitxers MP3, xat IRC, RSS i visualitzar PDF documents. Arachne també admet DOS Gateway Interface (DGI), una característica única similar a la Common Gateway Interface (CGI) scripting al client.
La primera versió d'Arachne amb una data de llançament coneguda va ser la 1.0 Beta 2, que es va publicar el 22 de desembre de 1996. La versió final i oficial d'Arachne Labs va ser 1.70R3 per a DOS (publicada el 22 de gener de 2001) i 1.66 beta per a Linux (publicada el 20 de desembre). juliol de 2000). Tot i que hi ha hagut diverses versions de DOS més, el desenvolupament de Linux va quedar inactiu fins al 24 de maig de 2008, quan es va produir una versió beta 1.93 per a Linux va ser alliberat. La versió actual de DOS, mantinguda per Glenn McCorkle, és 1,99 el 23 de desembre de 2021. El 2006, també hi havia un port experimental DPMI d'Arachne d'Udo Kuhnt, anomenat DPMI Arachne.

## Suport
Arachne admet un subconjunt limitat de fulls d'estil i HTML. Suport conegut a partir de la versió 1.93:
| Estil                    | Àlies          | Opcions                          |
| ------------------------ | -------------- | -------------------------------- |
| color                    |                | #rgb o #rrggbb o un nom de color |
| color de fons            | fons           | #rgb o #rrggbb o un nom de color |
| mida del tipus de lletra |                | %, px, pt                        |
| estil de lletra          |                | jo [tàlics]                      |
| pes del tipus de lletra  |                | b[vell]                          |
| text-decoració           | font-decoració | sub[subratllat]                  |

Plantilla:Clar

## Derivats
El programari xChaos va llicenciar el codi font d'Arachne a Caldera UK el 1997. Caldera UK va afegir el marcador de Novell i la pila TCP/IP, JavaScript, SSL, van implementar el seu propi suport per a fotogrames, van afegir suport per a GIF animats, sortida d'àudio, impressió en multitud d'impressores, un teclat en pantalla opcional per a l'ús del ratolí i del panell tàctil (SoftKeyboards), els perfils d'usuari i van canviar completament el disseny del navegador (personalitzable), utilitzant Allegro per als gràfics. A més, el van portar per compilar-lo com una aplicació de DOS estesa en mode protegit de 32 bits (utilitzant DPMI mitjançant DJGPP, un compilador GNU per a DOS), mentre que Arachne és una aplicació de 16 bits. Aquest programa es va vendre com a DR-WebSpyder el 1998; el nom l'havia d'associar amb DR-DOS, que Caldera tenia en aquell moment.
Quan Caldera va transferir DR-DOS a la seva filial Caldera Thin Clients, que es va rebatejar a Lineo el 1999, el navegador es va fer referència amb el nom Embrowser.
Des de l'any 2000, el port Linux del navegador s'anomena Navegador Embedix.